# Natalia Smirnoff
Natalia Smirnoff (Buenos Aires, 14 maggio 1972) è una regista argentina.

## Biografia
Dopo aver studiato ingegneria, si iscrive al corso di regia della Universidad del Cine. Lavora per diversi anni come produttrice televisiva. 
Nel 1997 esordisce alla regia con il cortometraggio Naturaleza muerta. 
Rompecabezas, il suo primo lungometraggio, vince il Premio Casa de America al Festival internazionale del cinema di San Sebastián 2009 per lo sviluppo della sceneggiatura. Nel 2010 viene presentato in Competizione Ufficiale al Festival di Berlino, al Bafici (il Festival Internacional de Cine Independiente di Buenos Aires) e alla 21ª edizione del Festival del cinema africano, d'Asia e America Latina di Milano.

## Filmografia
- Naturaleza muerta - cortometraggio (1997)
- Rompecabezas (2010)
- El cerrajero (2014)
- La afinadora de árboles (2019)
- Bitácoras - serie TV, 1x05 (2021)